# Лун Цінцюань
Лун Цінцюань  (кит.: 龙清泉, 3 грудня 1990) — китайський важкоатлет, дворазовий олімпійський чемпіон, переможець та призер чемпіонатів світу.
На Олімпіаді в Ріо зафіксував рекордну суму 307 кг.

## Виступи на Олімпіадах
| Олімпіада  | Дисципліна | Місце |
| ---------- | ---------- | ----- |
| Пекін 2008 | до 56 кг   | 1     |
| Ріо 2016   | до 56 кг   | 1     |

## Виноски
1. ↑  Rio Olympics 2016: China's Qingquan wins men's 56kg final with world record. BBC Sport. Архів оригіналу за 8 серпня 2016. Процитовано 8 серпня 2016.